# 성가 (드라마)
《성가》(成家)는 2025년 방송되었던 중국의 드라마이다.

## 소개
- 연애 결혼 정보회사 첸서우왕의 사장 친톈위와 쓰다니의 일류 고문 펑칭밍은 처음엔 적대적인 관계 였으나 점차 서로를 인정하고 잘 맞아가게 된다 이후 두 사람은 선을 보는 과정에서 발생하는 형형색색의 난제들을 처리하고 연애와 결혼 문제에서 방항하는 여러 사람들을 도와 나간다.

## 등장 인물
- 친란 - 친톈웨 역
- 애륜 (Allen) - 펑칭밍 역
- 하지광 (夏之光) - 청쉬 역
- 부관진 - 리러판 역
- 조자기 (赵子琪) - 샤완칭 역
- 전뢰 (田雷) - 예랑 역
- 왕원가 (王媛可) - 샤민 역
- 장카이리 - 천메이쑤 역
- 황찬찬 (黄灿灿) - 마샤오티엔 역
- 류동심 (刘冬沁) - 장차오 역